# Pseudohelminthosporium
Pseudohelminthosporium is een monotypisch geslacht van schimmels behorend tot de familie Neomassarinaceae. Het bevat alleen Pseudohelminthosporium clematidis.